# Antal van der Duim
Antal van der Duim (Heerenveen, 16 september 1987) is een Nederlandse rechtshandige tennisser die in 2004 professional werd. Van der Duim speelt voornamelijk Future toernooien en is actief in de ATP Challenger Tour, zowel in het enkel als dubbelspel. 

## Palmares

### Dubbelspel
| Nr.                                      | Datum             | Toernooi            | Ondergrond | Partner          | Tegenstanders in finale             | Score             |
| ---------------------------------------- | ----------------- | ------------------- | ---------- | ---------------- | ----------------------------------- | ----------------- |
| Gewonnen finales herendubbel challengers |                   |                     |            |                  |                                     |                   |
| 1.                                       | 30 juli 2007      | Saransk             | Gravel     | Boy Westerhof    | Alexej Kedrjoek Uros Vico           | 2-6, 7-6, [11-9]  |
| 2.                                       | 20 augustus 2007  | Manerbio            | Gravel     | Boy Westerhof    | Frederico Gil Alberto Martín        | 7-6, 3-6, [10-8]  |
| 3.                                       | 11 september 2011 | Alphen aan den Rijn | Gravel     | Thiemo de Bakker | Igor Sijsling Matwé Middelkoop      | 6-4 6-74 [10-6]   |
| 4.                                       | 9 juli 2012       | Scheveningen        | Gravel     | Boy Westerhof    | Rameez Junaid Simon Stadler         | 6-4, 5-7, [10-7]  |
| 5.                                       | 8 juli 2013       | Scheveningen        | Gravel     | Boy Westerhof    | Gero Kretschner Alexander Satstsjko | 6-3, 6-3          |
| 6.                                       | 3 september 2013  | Alphen aan den Rijn | Gravel     | Boy Westerhof    | Simon Greul Wesley Koolhof          | 4-6, 6-3, [12-10] |
| 7.                                       | 7 september 2014  | Alphen aan den Rijn | Gravel     | Boy Westerhof    | Rubén Ramírez Hidalgo Matteo Viola  | 6-1, 6-3          |
| 8.                                       | 14 september 2014 | Sevilla             | Gravel     | Boy Westerhof    | James Cluskey Jesse Huta Galung     | 7-6, 6-4          |
| 9.                                       | 5 april 2015      | Le Gosier           | Hardcourt  | James Cerretani  | Wesley Koolhof Matwé Middelkoop     | 6-1, 6-3          |
| 10.                                      | 10 april 2016     | Guadeloupe          | Hardcourt  | James Cerretani  | Austin Krajicek Mitchell Krueger    | 6-2, 5-7, [10-7]  |